# Edward Flak
Edward Flak (ur. 13 maja 1948 w Sierakowie Śląskim, zm. 11 listopada 2020 w Oleśnie) – polski prawnik i polityk mniejszości niemieckiej, adwokat, samorządowiec, poseł na Sejm I kadencji.

## Życiorys
Syn Pawła i Marty. Ukończył w 1970 studia prawnicze na Uniwersytecie Wrocławskim. Podjął praktykę w zawodzie adwokata. Od 1992 do 1993 pełnił funkcję posła na Sejm RP I kadencji z okręgu częstochowskiego. Bezskutecznie ubiegał się o reelekcję w wyborach 1993, 1997 i 2001.
W latach 1990–1994 i 1998–2006 sprawował urząd burmistrza Olesna. Od 1994 do 1998 przewodniczył radzie miejskiej. W latach 1998–2002 zasiadał w sejmiku opolskim I kadencji, w 2006 bezskutecznie ubiegał się o mandat radnego województwa. Należał do liderów Towarzystwa Społeczno-Kulturalnemu Niemców na Śląsku Opolskim.
Odznaczony Brązowym Krzyżem Zasługi (2001).
Pochowany na cmentarzu komunalnym w Oleśnie.